# Pat Simon
Pat Simon (* 31. August 1949 in Hamburg) ist eine ehemalige deutsche Schlagersängerin.

## Leben und Leistungen
Die Tochter des Sängers Hans-Arno Simon besuchte eine Dolmetscher- und Handelsschule. Sie erhielt Gesangsunterricht beim Vater sowie Tanz- und Schauspielunterricht.
1966 erschien ihre erste Single beim Plattenlabel Vogue, das englischsprachige Hold Tight. 1968 wechselte sie zum Metronome Records.
Am Deutschen Schlagerwettbewerb 1969 nahm sie mit dem Titel Ein Glück, daß man das Glück nicht kaufen kann teil und belegte Platz vier. Beim Deutschen Schlagerwettbewerb 1970 erreichte sie mit Punkt, Punkt, Komma, Strich Platz zehn. In der ZDF-Hitparade vom 12. Juli 1969 trat sie mit Ein Glück, daß man das Glück nicht kaufen kann auf und in der Sendung vom 24. Januar 1970 mit Ja, am Zucker-Zuckerhut.
1977 versuchte sie mit dem in englischer Sprache gesungenen Titel George (Disco tango) bei dem Label Atlantic ein wenig erfolgreiches Comeback.

## Singles
- 1966: Hold Tight / You Make It Moven (Pat Simon and the Lions)
- 1966: Komplimente / Der Spatz in der Hand ist mit lieber
- 1967: Alles Rederei / Small Town
- 1967: Deine Liebe kommt von Herzen / Keine Liebe mehr
- 1967: Unser Glück begann im Taxi / Es führt kein Weg per Expreß zu mir
- 1968: Ein Glück, daß man das Glück nicht kaufen kann / Ich hab keinen Freund
- 1969: Ja, am Zuckerhut / He, He, He heut will ich nur tanzen
- 1970: Punkt, Punkt, Komma, Strich / Boy
- 1970: Wer zuerst kommt, küßt zuerst / Die Liebe ist voller Wunder
- 1971: Was man aus Liebe tut / Du bist der Mann
- 1972: Itchy Koo Koo / Sprich nicht von gestern
- 1977: George (Disco Tango Part I) / George (Disco Tango Part 2)